# 大坪乡 (通城县)
大坪乡，是中华人民共和国湖北省咸寧市通城县下辖的一个乡镇级行政单位。

## 行政区划
大坪乡下辖以下地区：
南坪社区、岳姑村、内冲村、大坪村、花墩村、草鞋村、大九房村、南山村、来苏村、栗坪村、辉煌村、杨部村、易畈村、方仕村、韩岭村、达凤村、墨烟村、沙口村、农林村、坪山村、下畈村、青山村和水口村。